# Microphrys antillensis
Microphrys antillensis är en kräftdjursart som beskrevs av M. J. Rathbun 1920. Microphrys antillensis ingår i släktet Microphrys och familjen Mithracidae. Inga underarter finns listade i Catalogue of Life.